# Karl Skraup
Karl Skraup (31 de julio de 1898 - 2 de octubre de 1958) fue un actor teatral y cinematográfico austriaco, uno de los más populares de su época. 

## Biografía
Nacido en Atzgersdorf, Austria, Karl Skraup fue descubierto por el escritor Franz Theodor Csokor en Perchtoldsdorf durante una representación al aire libre. Csokor lo recomendó a Rudolf Beer, quien luego dirigió el Volkstheater y el Raimundtheater, ambos teatros en Viena. Al principio, sin embargo, Skraup únicamente fue regidor de espectáculo. Cuando Beer llevó a escena en 1924 la pieza de Luigi Pirandello Seis personajes en busca de autor, pensó Karl Skraup para interpretar al director. Posteriormente actuó en Basilea, Brno y Estrasburgo.
Desde 1935 fue miembro permanente del Volkstheater de Viena bajo la dirección de Rudolf Beer, Walter Bruno Iltz, Günther Haenel, Paul Barnay y Leon Epp.

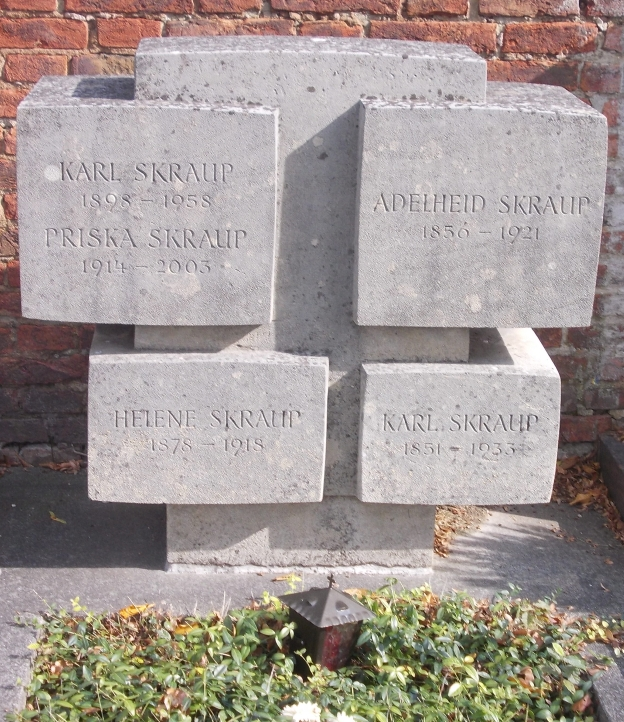
Tumba de Karl Skraup

Desde la década de 1930, Skraup actuó también en numerosas producciones cinematográficas. Falleció en Múnich, Alemania, en el año 1958. Fue enterrado en el Cementerio Atzgersdorfer Friedhof de Viena (Gruppe M, Nummer 97).

## Repertorio
Gracias a su versatilidad, Skraup no solamente interpretó papeles divertidos, sino también, y con notable éxito, personajes serios. Fue Schufterle en el drama de Friedrich Schiller Los bandidos, y Puck en la obra de Shakespeare El sueño de una noche de verano (ambas en 1938). 
Skraup encarnó a personajes como Frosch en El murciélago, opereta de Johann Strauss, y Menelao en La bella Helena (de Jacques Offenbach). También actuó en las piezas de Shakespeare Como gustéis y El rey Lear, y encarnó a Miller en el drama de Friedrich Schiller Kabale und Liebe. Fue Engstrand en Espectros (de Henrik Ibsen, con Else y Albert Bassermann) y Jakobowsky en Jacobowsky und der Oberst (de Franz Werfel). Además, fue el mendigo en El gran teatro del mundo (de Pedro Calderón de la Barca), Stockel en Der junge Baron Neuhaus, y Weiring en Liebelei (de Arthur Schnitzler). Skraup sobresalió como Rey en Santa Juana (de George Bernard Shaw), como Bormann en Katakomben (de Gustav Davis), o como el Rey en Geschichten aus dem Wiener Wald (1948, de Ödön von Horváth, uno de los mayores escándalos teatrales de la posguerra, obra en la que participaban Inge Konradi y Harry Fuss). En 1948 destacó su papel en Hunderttausend Schilling.
Pero sobre todo en el género de la comedia popular vienesa, Skraup creó figuras inolvidables: actuó en numerosas piezas de Johann Nestroy, a menudo bajo la dirección de Gustav Manker, siendo uno de sus papeles el de Krautkopf en Der Zerrissene (1942), Kampl (1947), Melchior en Einen Jux will er sich machen (1950), Muffl en Frühere Verhältnisse, Spund en Der Talisman (1951), así como otros personajes en Der alte Mann mit der jungen Frau, Mein Freund (1955) y Lumpazivagabundus (1957). Fue Longimanus en Der Diamant des Geisterkönigs (1944, de Ferdinand Raimund) y Azur en Der Verschwender (1949, de Raimund). Actuó también en piezas de Ludwig Anzengruber, como Der G’wissenswurm, Der Pfarrer von Kirchfeld (1949, con Hans Jaray y Hilde Sochor), y Das vierte Gebot (1952), así como en la adaptación al cine de la última, rodada en 1950.
En la opereta de Jacques Offenbach La bella Helena, traducida al alemán vienés en el Volkstheater en 1949, Skraup actuó junto a Fritz Imhoff, Christl Mardayn y Inge Konradi.

## Premio Karl Skraup
En su memoria se fundó el Premio Karl Skraup, que fue otorgado entre 1969 y 2010 en el Volkstheater de Viena

## Filmografía
- 1933 : Abenteuer am Lido
- 1934 : Ein Stern fällt vom Himmel
- 1934 : Salto in die Seligkeit
- 1935 : Die ganze Welt dreht sich um Liebe
- 1935 : Die ewige Maske
- 1935 : Tanzmusik
- 1935 : Vorstadtvariete
- 1936 : Burgtheater
- 1936 : Heut’ ist der schönste Tag in meinem Leben
- 1936 : Lumpacivagabundus
- 1936 : Silhouetten
- 1936 : Unsterbliche Melodien
- 1937 : Premiere
- 1937 : Die Glücklichste Ehe der Welt
- 1937 : Musik für dich
- 1937 : Zauber der Boheme
- 1938 : 13 Stühle
- 1938 : Adresse unbekannt
- 1938 : Spiegel des Lebens
- 1938 : Die Unruhigen Mädchen
- 1939 : Leinen aus Irland
- 1939 : Liebe streng verboten
- 1939 : Unsterblicher Walzer
- 1940 : Golowin geht durch die Stadt
- 1940 : Der Herr im Haus
- 1940 : Das Jüngste Gericht
- 1940 : Krambambuli
- 1941 : Liebe ist zollfrei
- 1942 : Brüderlein fein
- 1942 : Die heimliche Gräfin
- 1942 : Violanta
- 1943 : Die kluge Marianne
- 1943 : Paracelsus
- 1944 : Ein Blick zurück
- 1944 : Das Herz muß schweigen
- 1944 : Musik in Salzburg
- 1944 : Warum lügst Du, Elisabeth?
- 1945 : Der Fall Molander
- 1946 : Der weite Weg
- 1947 : Geld ins Haus
- 1947 : Singende Engel
- 1947 : Die Welt dreht sich verkehrt
- 1948 : Der Engel mit der Posaune
- 1948 : Königin der Landstraße
- 1948 : Ein Mann gehört ins Haus
- 1948 : Die Schatztruhe
- 1948 : Das singende Haus
- 1948 : An klingenden Ufern
- 1949 : Ein Herz schlägt für dich
- 1949 : Liebesprobe
- 1950 : Auf der Alm, da gibt’s koa Sünd
- 1950 : Cordula
- 1950 : Kind der Donau
- 1950 : Das vierte Gebot
- 1951 : Frühling auf dem Eis
- 1952 : Abenteuer im Schloss
- 1953 : Der Kaplan von San Lorenzo
- 1953 : Seesterne
- 1953 : Flucht ins Schilf
- 1953 : Der Klosterjäger
- 1954 : Das Licht der Liebe
- 1954 : Maxie
- 1954 : Tiefland
- 1955 : Herr Puntila und sein Knecht Matti
- 1955 : Um Thron und Liebe
- 1956 : Gasparone
- 1957 : Die Heilige und ihr Narr
- 1957 : Und so was will erwachsen sein
- 1958 : Der Schäfer vom Trutzberg